# Stryhańce (obwód lwowski)
Stryhańce (ukr. Стриганці) – wieś na Ukrainie, w rejonie stryjskim obwodu lwowskiego. Wieś liczy 581 mieszkańców.
Znajduje tu się przystanek kolejowy Stryhańce, położony na linii Tarnopol – Stryj.

## Historia
Wieś królewska położona na przełomie XVI i XVII wieku w powiecie stryjskim ziemi przemyskiej województwa ruskiego, w drugiej połowie XVII wieku dzierżawa Kawczykąt, Piątniczany i Stryjańcze (Stryhańce) należała do kasztelana czernihowskiego Zdzisława Zamoyskiego i jego żony  Anny Zofii z Lanckorońskich. 
W II Rzeczypospolitej do 1934 samodzielna gmina jednostkowa. Następnie należała do zbiorowej wiejskiej gminy Daszawa w powiecie stryjskim w woj. stanisławowskiem. Po wojnie wieś weszła w struktury administracyjne Związku Radzieckiego.